# Franz Carl Achard
Franz Carl Achard (Berlin, 1753. április 28. – Konary, Szilézia, 1821. április 20.) porosz természettudós. Neve az európai cukorrépa-termesztés és cukorgyártás megteremtőjeként ismert: a cukorrépa feldolgozásánál az alapelveket tekintve ma is az általa kidolgozott eljárást alkalmazzák.

## Életpályája
Poroszországban letelepedett francia hugenották leszármazottjaként született. Fizikai és kémiai tanulmányokat követően 23 évesen a berlini Tudományos Akadémia fizikai osztálya igazgatójának, Andreas Sigismund Marggrafnak a munkatársa lett. 1780-tól Achard II. Frigyes porosz király megbízásából a belföldi dohánytermesztés fejlesztésével foglalkozott. Az elért sikerek nyomán Frigyes élethossziglan 500 tallér éves járadékkal jutalmazta. 
Marggraf halála után, 1782-ben követte őt az igazgatói tisztségben, és többek között meteorológiával, galvanizmussal, kísérleti fizikával és elektromossággal foglalkozott. Készített egy optikai távírót is. Feltehetőleg tanára iratai között megtalálta azt a tanulmányt, amelyben bebizonyította, hogy a répában levő cukor azonos a nádcukorral, és 1784-től magas cukortartalmú répa termesztésével foglalkozott. Sikerült egy 5–6% cukortartalmú répát nemesítenie, amelyből aztán az úgynevezett fehér sziléziai cukorrépa, a mai cukorrépa-fajták őse származott.

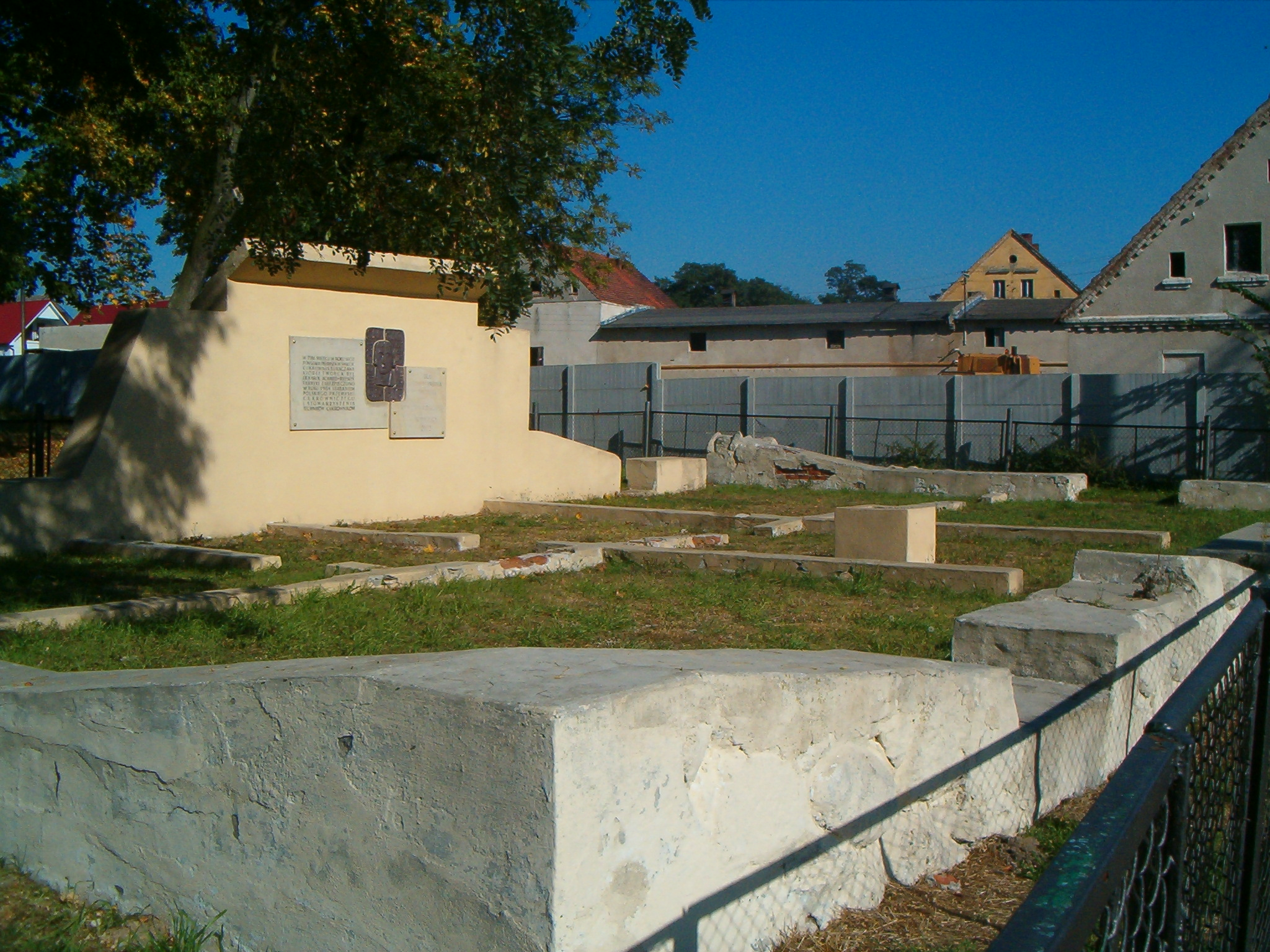
A cukorgyár romjai Konary-ban

1799-ben kidolgozott egy ipari eljárást a répacukor kinyerésére, és sürgősségi beadványban jelezte az uralkodónak. III. Frigyes Vilmos felismerte a találmány jelentőségét, és elrendelte az országban a cukorrépa nagybani termesztését, és birtokvásárlás céljára 50 000 tallérnyi jelzálogkölcsönt biztosított Achard részére. Az így megvásárolt birtokon, a sziléziai Kunernben (magyar forrásokban Cunern, ma Konary, Lengyelország) 1801-ben Achard irányítása alatt felépült az első európai cukorgyár. A gyár 1807-ig üzemelt, amikor is leégett. 1810-ben a király Achard érdemeinek elismeréseképpen töröltette a birtokról a jelzálogot, ugyanakkor kötelezte őt arra, hogy a gyárat tanműhellyé alakítsa át. 1812-1814-ben számos diákot oktattak itt a répacukor előállítási módszerére. 
Achard teljes életét a munkának szentelte; összesen 218 tanulmánya maradt fenn. A cukorgyártással kapcsolatos kísérleteiben az is motiválta, hogy elítélte a cukornád termesztésénél és a nádcukor gyártásnál a korban szokásosan alkalmazott rabszolgamunkát. 1800 és 1802 között az angol nádcukor-finomítók előbb 50 000 majd 200 000 tallért ajánlottak fel neki azért, hogy kijelentse, a répacukor nem azonos a nádcukorral, de állandó pénzzavara ellenére sem állt rá az alkura. A világtól elfelejtve hunyt el, de mindvégig meg volt győződve találmányának jelentőségéről.
1778-ben a Leopoldina Német Természettudományos Akadémia tagjává mint matematikus választották.

## Főbb művei
- Vorlesungen üb. Experimentalphysik, 4 Bde., 1790–92;
- Anleitung zur Bereitung des Rohzuckers aus Rüben, 1800
- Kurze Geschichte der Beweise der Ausführbarkeit im Großen der Zuckerfabrication aus Runkelrüben, 1800
- Anleitung zum Anbau der Runkelrüben, 1803
- Ueber den Einfluß der Runkelrübenzuckerfabrication auf die Oeconomie, 1805
- Die europäische Zuckerfabrikation aus Runkelrüben, in Verbindung mit der Bereitung des Rums, des Essigs und eines Coffee-Surrogats aus ihren Abfällen, 3 Theile. 1809-es kiadás utánnyomása: Bartens, Berlin 1985, ISBN 3-87040-034-X
- Die Europäische Zuckerfabrication aus Runkelrüben in Verbindung mit d. Bereitung d. Branntweins, d. Rums, d. Essigs u. eines Kaffee-Surrogats aus ihren Abfällen, 1809 (2. kiadás 1812)
- Die Zucker- und Syrup-Fabrication aus Runkelrüben. Breslau 1810, 2. Aufl. 1813